# Stazione di Cavalleggeri Aosta
Cavalleggeri Aosta è una fermata della linea 2 del servizio ferroviario metropolitano di Napoli.
Si trova nel quartiere napoletano di Fuorigrotta, più precisamente nel Rione Cavalleggeri d'Aosta.

## Storia

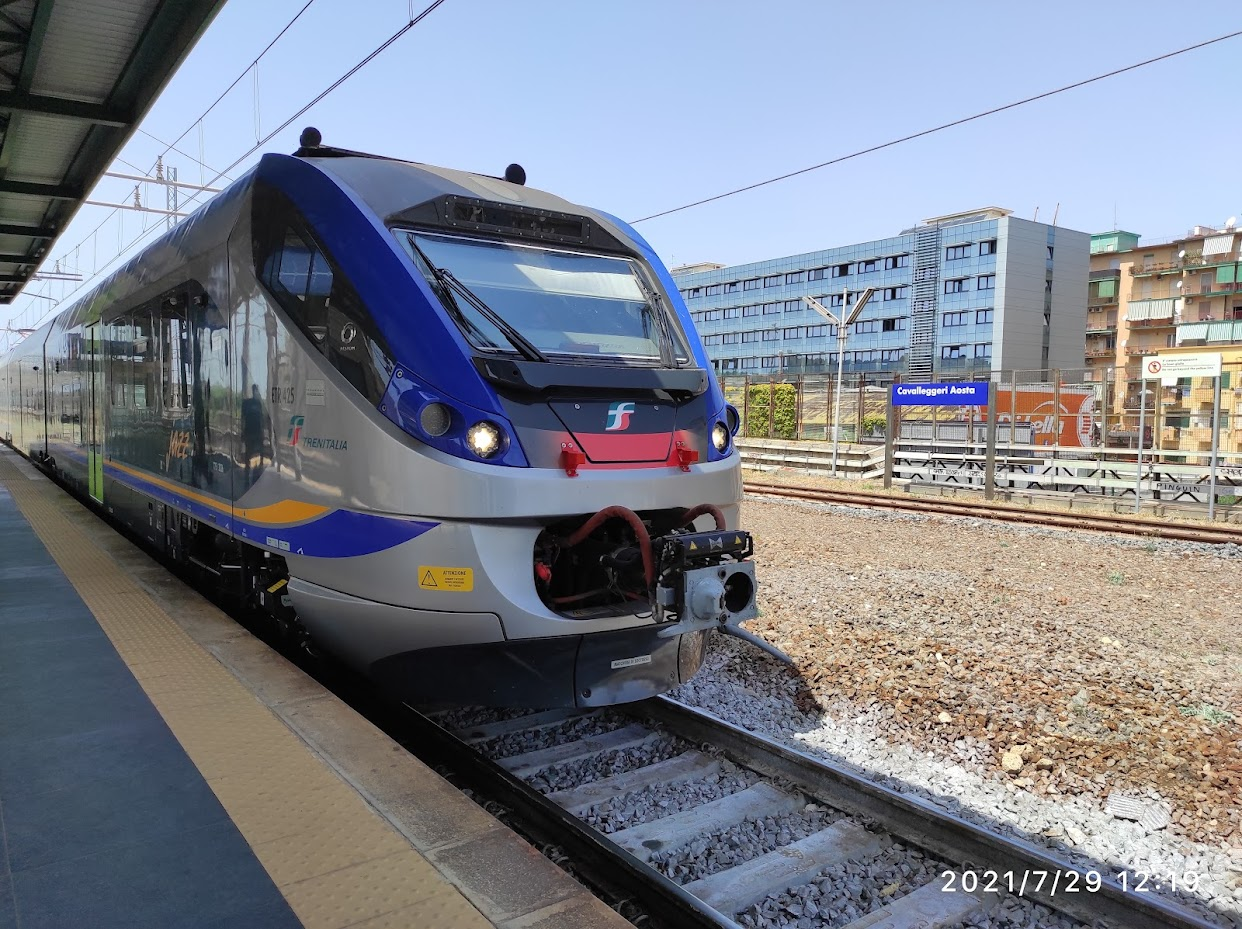
Un treno in sosta

La fermata venne attivata il 14 dicembre 1961 a causa del forte sviluppo urbanistico del Rione Cavalleggeri d'Aosta, zona di Fuorigrotta a Napoli.
Il nome deriva da via Cavalleggeri d’Aosta sulla quale sono posti gli ingressi.

## Strutture e impianti

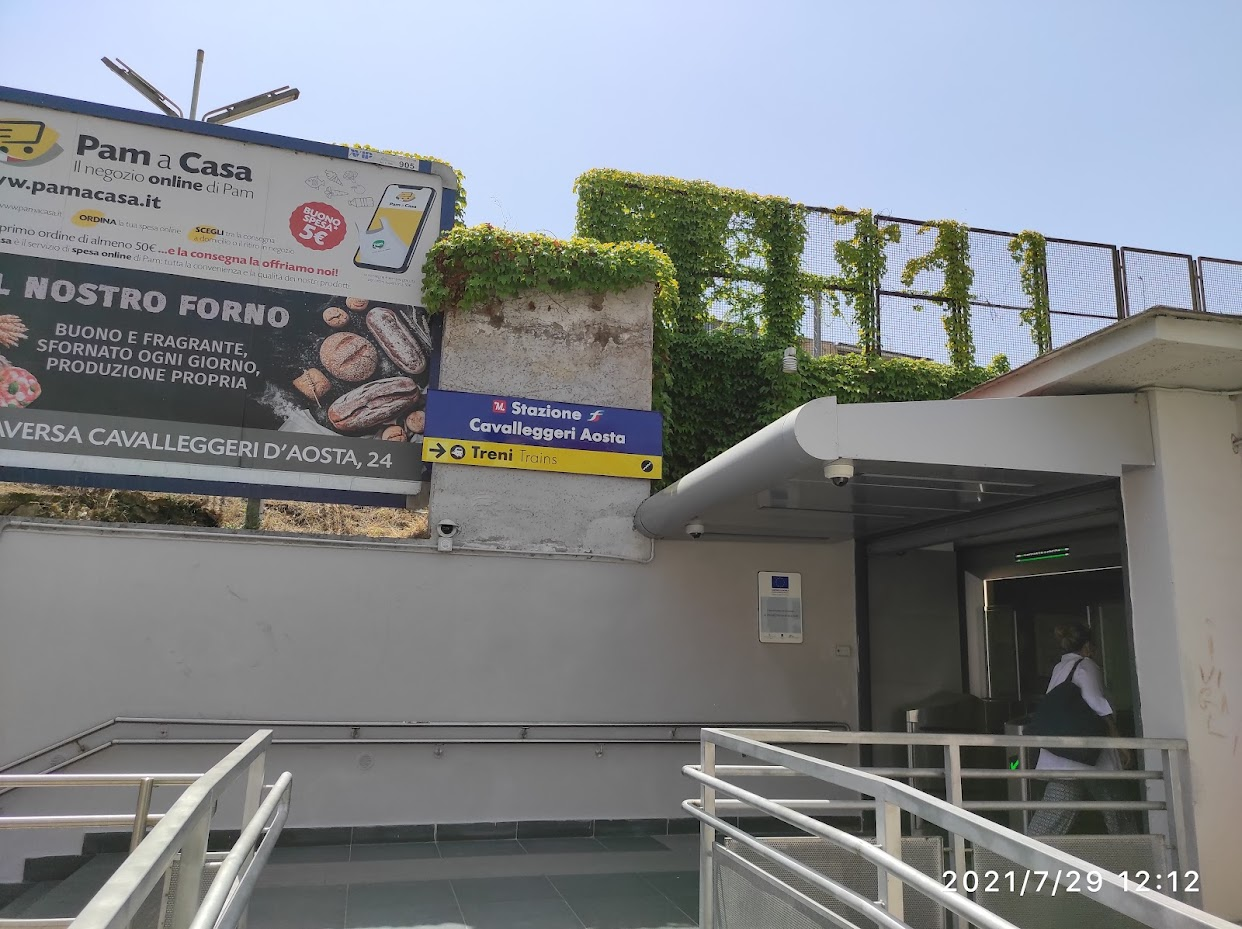
L'ingresso da Via Diocleziano

La stazione non dispone di un fabbricato viaggiatori e l'accesso avviene tramite un corridoio che porta direttamente alla banchina: questa si trova più in alto rispetto alla sede stradale.
I binari sono due passanti e sono serviti da una banchina ad isola.

## Movimento
Vi fermano tutti i treni metropolitani oltre ai regionali per Villa Literno e Pozzuoli.

## Servizi
La stazione dispone di:
- Servizi igienici
- Wifi
- Biglietteria automatica

## Interscambi
- Fermata autolinee urbane